# Campionati europei di atletica leggera indoor 2015 - Staffetta 4×400 metri femminile
La gara della staffetta 4×400 metri femminile, che prevedeva la finale diretta, si è tenuta l'8 marzo con partenza alle 17:15.

## Risultati
| Posizione | Nazione       | Atlete                                                            | Tempo   | Note |
| --------- | ------------- | ----------------------------------------------------------------- | ------- | ---- |
| 1         | Francia       | Floria Guei Elea Mariama Diarra Agnès Raharolahy Marie Gayot      | 3:31.61 |      |
| 2         | Gran Bretagna | Kelly Massey Seren Bundy-Davies Laura Maddox Kirsten McAslan      | 3:31.79 |      |
| 3         | Polonia       | Joanna Linkiewicz Małgorzata Hołub Monika Szczęsna Justyna Święty | 3:31.90 |      |
| 4         | Rep. Ceca     | Denisa Rosolová Helena Jiranová Zdeňka Seidlová Zuzana Hejnová    | 3:32.08 |      |
| 5         | Ucraina       | Nataliya Pyhyda Nataliya Lupu Alina Lohvynenko Yuliya Olishevska  | 3:32.39 |      |
| 6         | Russia        | Karina Triputen Yekaterina Renzhina Olga Tovarnova Yana Glotova   | 3:32.53 |      |